# 6-アセチルグルコースデアセチラーゼ
6-アセチルグルコースデアセチラーゼ(6-acetylglucose deacetylase、EC 3.1.1.33)は、以下の化学反応を触媒する酵素である。
6-アセチル-D-グルコース + 水{\displaystyle \rightleftharpoons }D-グルコース + 酢酸
従って、基質は6-アセチルグルコースと水の2つ、生成物はD-グルコースと酢酸の2つである。
この酵素は加水分解酵素に分類され、特にエステル結合に作用する。系統名は、6-アセチル-D-グルコース アセチルヒドロラーゼ(6-acetyl-D-glucose acetylhydrolase)である。6-O-アセチルグルコースの脱アセチル化に関与している。